# UFC Fight Night: Iaquinta vs. Cowboy
UFC Fight Night: Iaquinta vs. Cowboy (conosciuto anche come UFC Fight Night 151 oppure UFC on ESPN+ 9) è stato un evento di arti marziali miste tenuto dalla Ultimate Fighting Championship il 4 maggio 2019 al Canadian Tire Centre di Ottawa, in Canada.

## Risultati
|                  | Divisione            |                   |                 |                      | Metodo                                      | Round           | Tempo           | Premio          |
| Card Principale  | Card Principale      | Card Principale   | Card Principale | Card Principale      | Card Principale                             | Card Principale | Card Principale | Card Principale |
| ---------------- | -------------------- | ----------------- | --------------- | -------------------- | ------------------------------------------- | --------------- | --------------- | --------------- |
|                  | Pesi leggeri         | Donald Cerrone    | batte           | Al Iaquinta          | Decisione unanime (49-45, 49-45, 49-46)     | 5               | 5:00            | FOTN            |
|                  | Pesi medi            | Derek Brunson     | batte           | Elias Theodorou      | Decisione unanime (29-28, 29-28, 30-27)     | 3               | 5:00            |                 |
|                  | Pesi piuma           | Shane Burgos      | batte           | Cub Swanson          | Decisione non unanime (30-27, 27-30, 29-28) | 3               | 5:00            |                 |
|                  | Pesi gallo           | Merab Dvalishvili | batte           | Brad Katona          | Decisione unanime (30-27, 30-27, 30-27)     | 3               | 5:00            |                 |
|                  | Pesi massimi         | Walt Harris       | batte           | Serghei Spivac       | KO tecnico (ginocchiate e pugni)            | 1               | 0:50            | POTN            |
|                  | Pesi medi            | Andrew Sanchez    | batte           | Marc-André Barriault | Decisione unanime (29-28, 29-28, 29-28)     | 3               | 5:00            |                 |
| Card Preliminare |                      |                   |                 |                      |                                             |                 |                 |                 |
|                  | Pesi gallo femminile | Macy Chiasson     | batte           | Sarah Moras          | KO tecnico (pugni)                          | 2               | 2:22            | POTN            |
|                  | Pesi gallo           | Vince Morales     | batte           | Aiemann Zahabi       | Decisione unanime (29-28, 29-28, 29-28)     | 3               | 5:00            |                 |
|                  | Pesi welter          | Nordine Taleb     | batte           | Kyle Prepolec        | Decisione unanime (30-27, 30-27, 30-27)     | 3               | 5:00            |                 |
|                  | Pesi piuma           | Matt Sayles       | batte           | Mike Davis           | Sottomissione (rear-naked choke)            | 2               | 4:15            |                 |
|                  | Pesi leggeri         | Jim Miller        | batte           | Kyle Nelson          | Sottomissione (arm-triangle choke)          | 3               | 3:16            |                 |
|                  | Pesi massimi         | Arjan Bhullar     | batte           | Juan Adams           | Decisione unanime (29-28, 29-28, 30-27)     | 3               | 5:00            |                 |
|                  | Pesi gallo           | Cole Smith        | batte           | Mitch Gagnon         | Decisione unanime (29-28, 29-28, 30-27)     | 3               | 5:00            |                 |

## Premi
I lottatori premiati ricevettero un bonus di 50.000 dollari.
Legenda:
- FOTN: Fight of the Night (vengono premiati entrambi gli atleti per il miglior incontro dell'evento)
- POTN: Performance of the Night (viene premiato il vincitore per la migliore performance dell'evento)